# Serenissima Automobili
La Serenissima Automobili è stata una casa automobilistica italiana di vetture sportive attiva dal 1963 al 1970.

## Storia

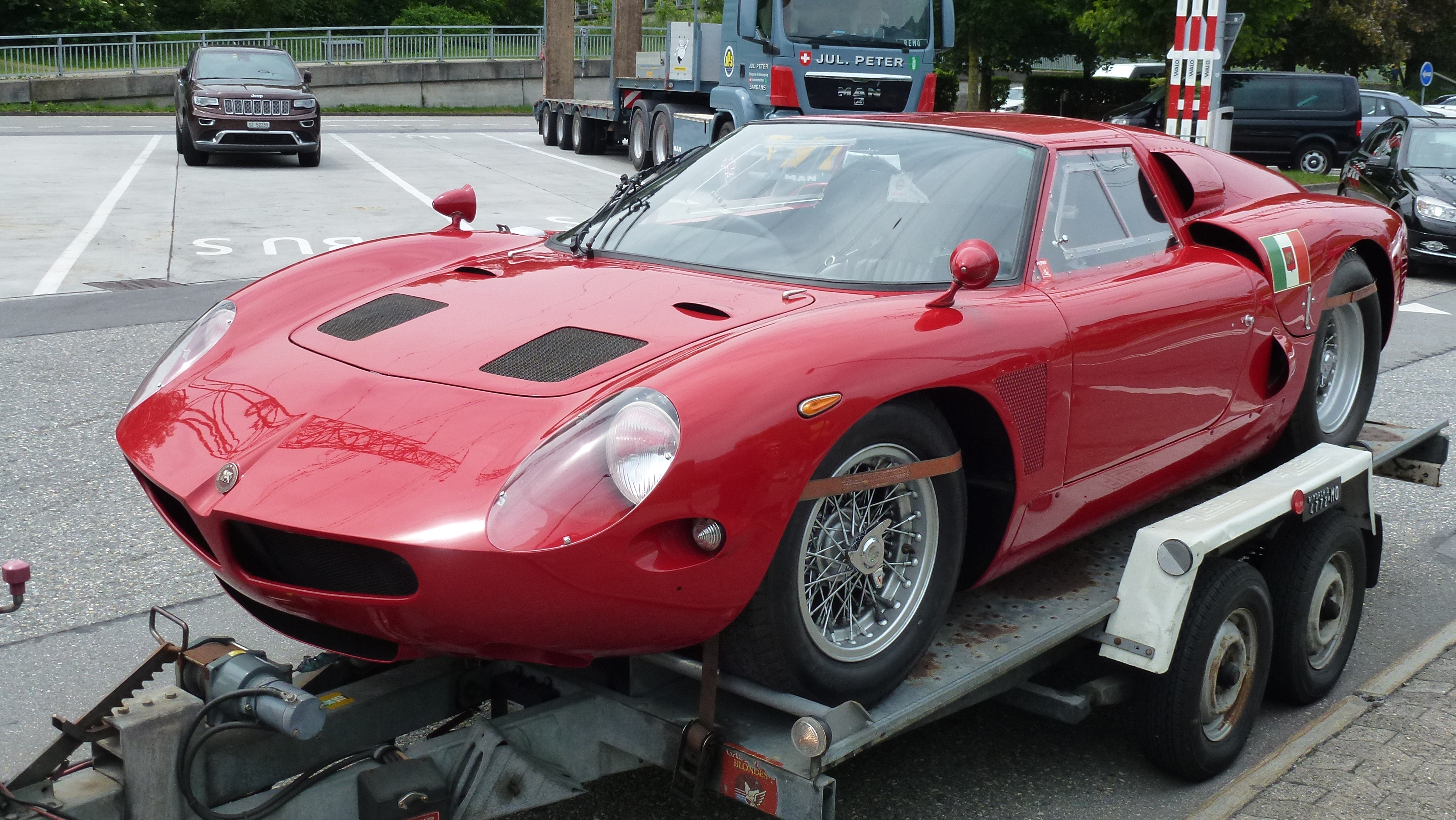
Serenissima 308/V Berlinetta.

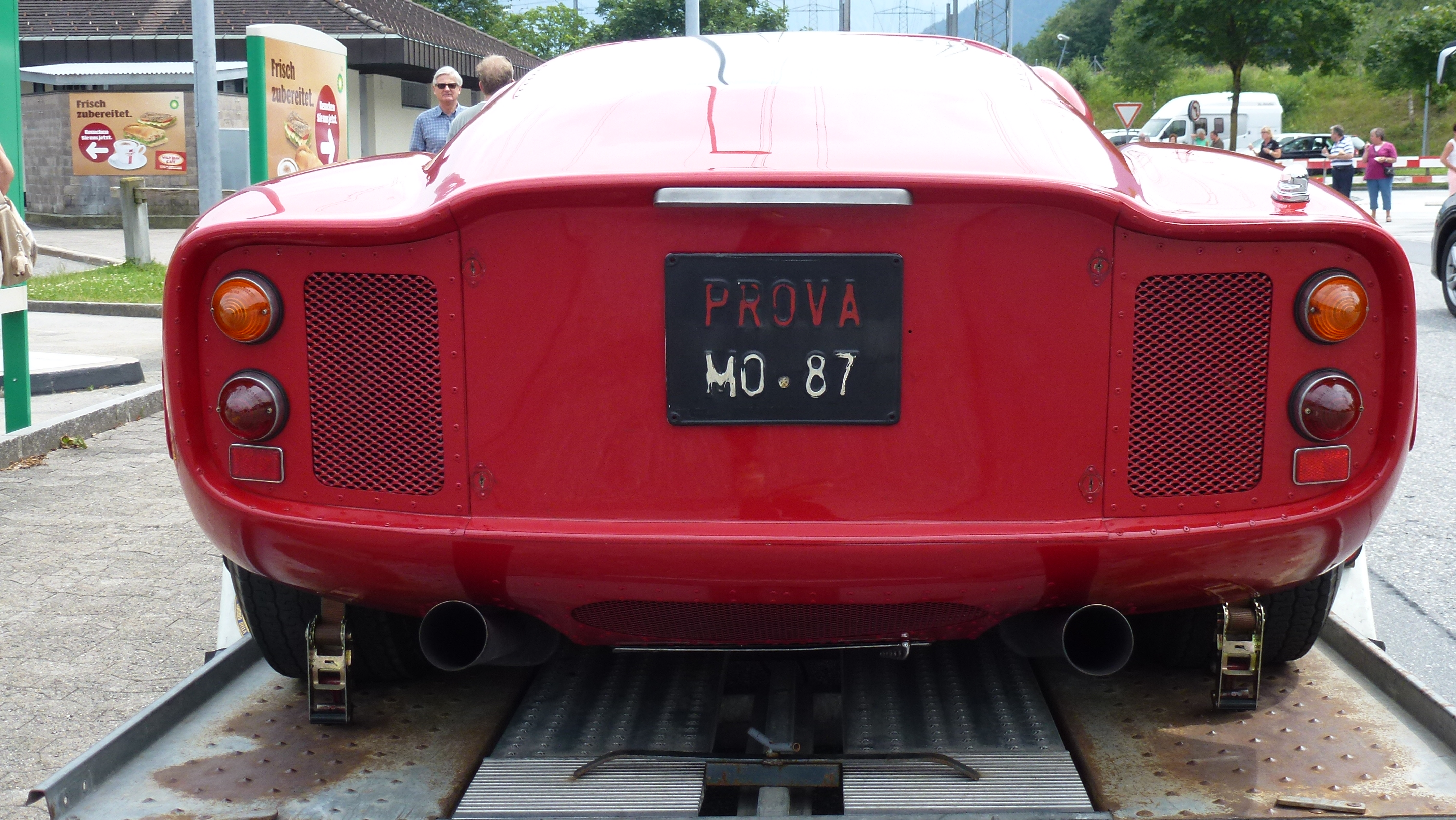
Vista posteriore della Serenissima 308/V Berlinetta.

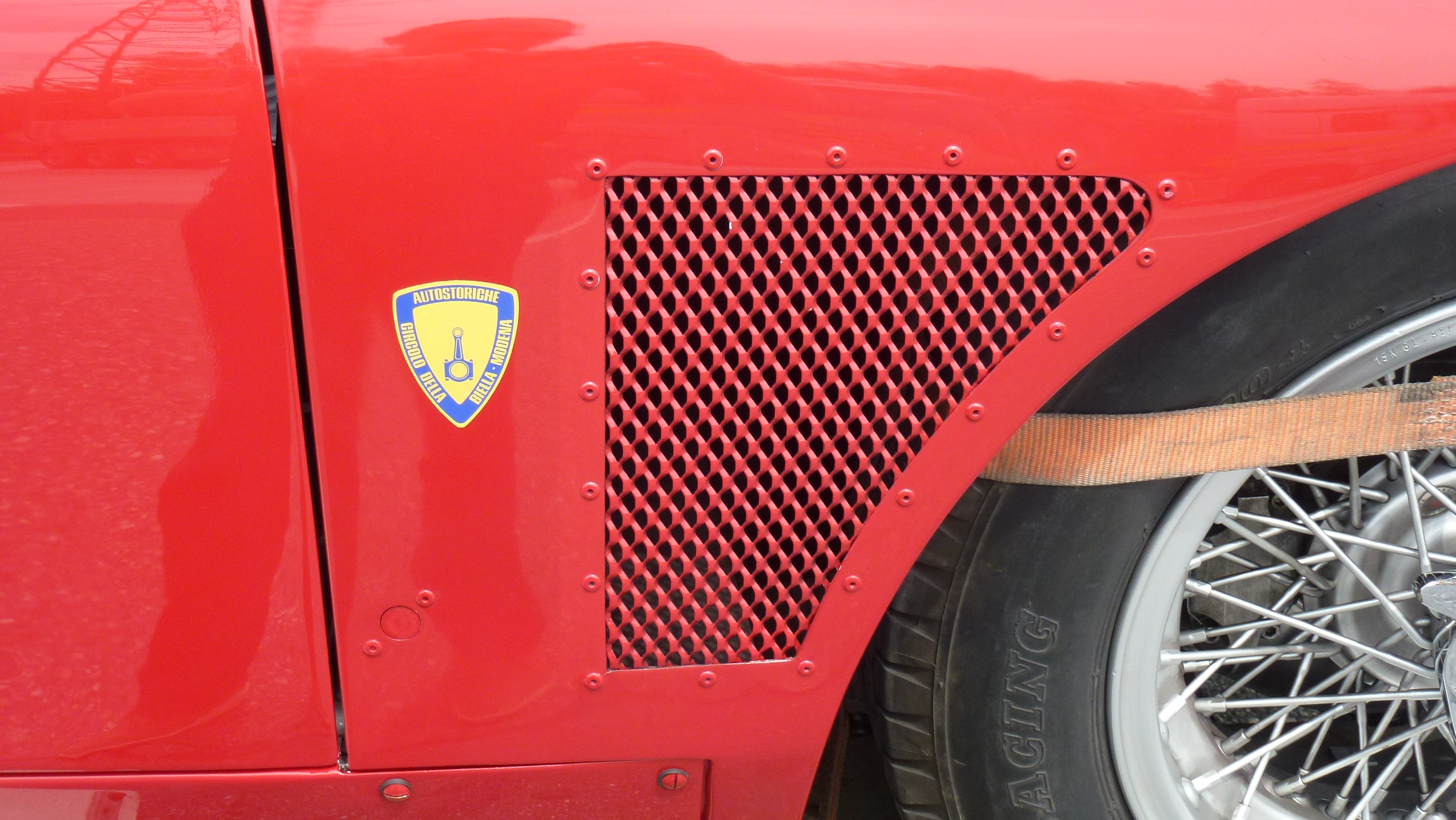
Particolare della Serenissima 308/V Berlinetta.

Nel gennaio 1960 il conte Giovanni Volpi di Misurata fondò la Scuderia Serenissima, facendo gareggiare famosi piloti con macchine prodotte dalla Ferrari che venivano gestite in proprio. Nel gennaio 1962 il conte Volpi iniziò a finanziare la Casa Automobilistica ATS, cosa che provocò le ire di Enzo Ferrari che decise di non vendere più le sue macchine, tra cui una 250 GTO, alla Scuderia Serenissima. Non condividendo più i programmi della ATS, Volpi fondò a Formigine, provincia di Modena, una propria fabbrica di produzione che fu denominata Serenissima Automobili, con l'obiettivo di non partecipare alle gare ma di costruire una vettura Gran Turismo Stradale. Progettista della nuova vettura fu Girolamo Gardini, proveniente dalla Ferrari, mentre del propulsore si occupò l'ingegnere Alberto Massimino, con la collaborazione di Girolamo Ferrari Amorotti, che realizzò un motore a otto cilindri a V della cilindrata di 2996 cc ed erogante una potenza di 307 CV. La vettura, denominata Serenissima 308V, aveva telaio a traliccio in tubi, con propulsore montato posteriormente al conducente. La prima carrozzeria fu disegnata da Francesco Salomone e fu realizzata dalla Gran Sport di Modena, i cui proprietari erano Vaccari e Baccarini. Nella realizzazione della vettura vennero coinvolte le Officine Galileo di Firenze, la SaSaMotor, e i meccanici Aldo Silingardi e Gianni Diena. Le prime prove stradali della 308/V si svolsero dal dicembre 1964 al gennaio 1965 sull'autodromo di Modena, con collaudatore Luigi Bertocco, e dopo i primi collaudi di messa a punto venne presa la decisione di aumentare la cilindrata a 3471 cc, con una potenza erogata di 309 CV. La coppia motrice era più bassa per rendere migliore la guida dell'automobile nell'uso stradale. Di questa vettura fu realizzata anche una versione spider progettata da Medardo Fantuzzi, con passo leggermente più corto. La versione spider adottava un nuovo frontale e una presa d'aria sdoppiata che vennero successivamente adottati anche dalla versione berlinetta. La berlinetta così modificata avrebbe dovuto essere presentata il 26 febbraio 1966 al Salone dell'Automobile Sportiva di Torino con la denominazione di Jungla, ma vi arrivò solo la versione spider 358/V ribattezzata Torpedo per l'occasione.
Una di queste spider fu utilizzata nel 1965 dal pilota Willy Mairesse in una corsa in salita a Chamrousse, ma non è noto se con l'assenso di Volpi per un uso ufficiale, o come iniziativa privata del proprietario. Il modello spider con passo accorciato, molto più maneggevole del modello coupé, partecipa alla 24 Ore di Le Mans 1966 pilotata da Jean Sauer e Jean de Montenart, dovendo però ritirarsi alla quinta ora per problemi manifestatisi al cambio.
L'ingresso in azienda di Alf Francis, già capo meccanico per alcuni anni di Stirling Moss, e gli enormi costi necessari per partecipare alle corse, indussero la Serenissima Automobili a ritornare sull'obiettivo originario, la produzione di vetture Gran Turismo Stradale. Furono realizzate la Jungla, disegnata da Bernard Quentin, rimasta allo stadio di prototipo, la Agena, attribuibile anche alla mano di Tom Tjaarda, cui si deve totalmente anche la successiva Serenissima Ghia GT. Quest'ultima, prodotta in un numero di esemplari variabile da 10 a 20, disponeva del propulsore originario da 3,5 litri progettato da Massimino, dotato di nuove testate a tre valvole per cilindro.
Nel 1969 Bruce McLaren utilizza un motore Serenissima 3000 per equipaggiare una delle prime versioni della sua nuova vettura da Formula 1, e per ricambiare la cortesia, dona a Volpi una sua vettura sport priva di propulsore e dotata di telaio in alluminio scatolato. Questa barchetta prototipo, designata MK 168, dotata di motore Serenissima 3,5 litri, viene fatta debuttare a Pergusa ai comandi di Jonathan Williams, piazzandosi dopo le prove sulla prima linea di partenza, subito dietro l'Alfa Romeo 33 di Nino Vaccarella. Visto l'ottimo esordio, nel 1970 fu deciso di inviarla a Buenos Aires, Argentina, per partecipare alla 1000 Chilometri con pilota Jonathan Williams affiancato da Maurizio Montagni. Questa trasferta pone in evidenza il costo insostenibile, per un piccolo team, per poter essere competitivi nelle gare automobilistiche. Nel 1970, su decisione del conte Volpi, la Serenissima Automobili chiuse con all'attivo una produzione calcolata in circa 30 veicoli.
Alcune di queste automobili sono sopravvissute, tra cui il prototipo Agena, una Ghia GT e una barchetta da 340 CV, provenienti da una collezione privata e vendute all'asta a Parigi nel 2019. Una coupé si trova in una collezione privata e circa quattro o cinque altre vetture sparse per il mondo.

### Annotazioni
1. ↑  Fondata da Giorgio Billi con Carlo Chiti, Romolo Tavonie Giotto Bizzarrini per divenire la concorrente italiana alla Scuderia Ferrari.
2. ↑  Ex collaudatore della Ferrari.

### Fonti
1. 1 2 3 4 5 6 7 8 9  Balestra 2021, p. 24.
2. 1 2 3 4 5 6 7  Automobilismo d'epoca.
3. 1 2 3 4 5 6 7 8 9  Balestra 2021, p. 25.